# Ralph Jean-Louis
Ralph Jean-Louis (Au Cap, 11 de setembro de 1968) é um ex-futebolista e treinador de futebol seichelense que atuava como meia-atacante. É atualmente treinador da seleção nacional.

## Carreira de jogador
Em sua carreira, que durou entre 1987 e 2004, Jean-Louis defendeu Bel Air, Anse-aux-Pins, St. Michel United e Foresters, onde se aposentou aos 36 anos.
No St. Michel, venceu o Campeonato Seichelense 6 vezes, levou 3 Copas nacionais e 5 Copas do Presidente, e ainda conquistou uma edição da Copa em 1993, quando atuava no Anse-aux-Pins.
Pela Seleção Seichelense, disputou 10 jogos (6 oficiais e 4 não-oficiais) entre 1990 e 2000, com 3 gols marcados. Foi medalhista de bronze nos Jogos das Ilhas do Oceano Índico em 1990 e 1998.

## Carreira de treinador
5 anos depois de sua aposentadoria, Jean-Louis voltou ao futebol como técnico do St. Michel United em 2009. Sob seu comando, a equipe foi tetracampeã nacional e da Copa de Seychelles, venceu 3 Copas da Liga e outras 3 Copas do Presidente. Entre 2010 e 2011, acumulou ainda o cargo de técnico da Seleção, vencendo os Jogos das Ilhas de 2011, disputadas em território seichelense. Teve ainda uma segunda passagem entre 2015 e 2016 e voltaria em 2020, substituindo Jan Mak.

## Títulos

### Como jogador
St. Michel United
- Campeonato Seichelense: 1996, 1997, 1999, 2000, 2002[nota 1] e 2003
- Copa de Seychelles: 1997, 1998 e 2001
- Copa do Presidente: 1996, 1997, 1998, 2000 e 2001

Anse-aux-Pins
- Copa de Seychelles: 1993

### Como treinador
St. Michel United
- Campeonato Seichelense: 2010, 2011, 2014 e 2015
- Copa de Seychelles: 2009, 2011, 2013 e 2014
- Copa da Liga: 2009, 2010 e 2011
- Copa do Presidente: 2009, 2010 e 2011

Seleção Seichelense
- Jogos das Ilhas do Oceano Índico: 2011